# Françoise Jaquerod

Françoise Jaquerod est une skieuse puis curleuse handisport suisse. En 1988, elle remporte deux médailles d'or en ski alpin aux Jeux paralympique puis participe aux Jeux paralympiques d'hiver de 2022 en curling en fauteuil roulant.